# Stalolidia crista
Stalolidia crista är en insektsart som beskrevs av Nielson 1989. Stalolidia crista ingår i släktet Stalolidia och familjen dvärgstritar. Inga underarter finns listade i Catalogue of Life.